# سوباچیوس
سوباچیوس (به لاتین: Subačius) در لیتوانی با جمعیت ۱٬۱۲۲ نفر است که در اوکشتایتیا واقع شده‌است.